# Johannes Cele
Johannes (Johan) Cele (Zwolle, ca.1350 – aldaar, 9 mei 1417) was rector van de Latijnse school te Zwolle van 1377 tot 1415 en kerkmusicus in de Sint-Michaëlkerk. Cele was een sleutelfiguur in de beweging van de Moderne Devotie en heeft veel bijgedragen aan de verspreiding van ideeën tot hervorming van kerk, onderwijs en samenleving.

## Opleiding
Johan Cele was een telg uit de Zwolse families Sobben en ten Weerde. Hij werd reeds op jonge leeftijd onderwezen in het Latijn op de school waar hij later zelf rector van zou worden. Deze school was in zijn leerlingentijd nog een parochieschool. Vervolgens ging hij mogelijk nog naar de Latijnse school te Deventer, waarna hij ging studeren in Praag en waarschijnlijk ook in Parijs, waar hij magister artium werd: een universitaire graad in diverse disciplines.

## Geloof
Cele was nauw bevriend met diaken Geert Grote uit Deventer. Hij liet vaak boeken voor Grote kopiëren. Samen maakten ze een reis naar de mysticus Jan van Ruusbroec in Groenendaal (bij Brussel) die diepe indruk op hen maakte. Grote weerhield Cele van zijn voornemen om kloosterling te worden. Hij kon volgens Grote méér voor de vernieuwing van het geloof betekenen door in het onderwijs te blijven. Bovendien bestonden er in de kloosters van de IJsselstreek op dat moment nog veel misstanden. Cele werd in vele opzichten, zelfs qua uiterlijk, gelijk aan de moderne devoten, maar heeft geen geloften afgelegd in een klooster of huis van de Broeders van het Gemene Leven. Bij de aanschaf van onroerend goed en andere zakelijke transacties was Cele de devoten steeds behulpzaam. Aan het bespioneren van een tegenstander van Grote werkte hij niet mee.
Cele had een actief gebedsleven en een groot Godsvertrouwen. Zijn leerlingen onderrichte hij in de Heilige Schrift en de werken van de kerkvaders. Hij liet hen aan de hand daarvan een rapiarium van aanleggen; een persoonlijke verzameling van wijsheden en citaten. Thomas a Kempis’ Navolging van Christus is er een voorbeeld van. Cele was zich ervan bewust dat talloze van zijn oud-leerlingen leidinggevende posities gingen bekleden in de kerk, de kloosters en de stedelijke samenleving, en dat daardoor de idealen van de Moderne Devotie met veel meer impact verspreid zouden worden dan wanneer hij zelf aan zijn verlangen naar een religieus leven had toegegeven.
Johannes Busch, een van zijn oud-leerlingen, beschreef het leven van Johan Cele in de Kroniek van Windesheim. Thomas a Kempis deed hetzelfde in zijn Kroniek van de Agnietenberg. Cele is gestorven op 9 mei 1417 en onder grote belangstelling begraven in het klooster Windesheim.

## Muziek
Cele bespeelde het orgel van de Grote Kerk van Zwolle en dirigeerde het koor, bestaande uit leerlingen van de school. Omdat hij de voorkeur gaf aan het zuivere unisono gregoriaans liet hij alleen in de kerstnacht meerstemmig zingen.

## Onderwijsvernieuwing
Toen Cele afgestudeerd was en terugkeerde naar Zwolle, werd hij benoemd als rector scholarum van de Latijnse school. Volgens Thomas Kempis en Johan Busch was hij meer dan veertig jaar rector, dus werd hij hiertoe mogelijk al aangesteld omstreeks 1374. De school werd door Cele in leeftijdsgroepen verdeeld en hij voerde overgangsexamens in. De school had op zijn hoogtepunt onder Cele 800 à 1.000 leerlingen en dat op een stadsbevolking van nog geen 5.000 zielen. Leerlingen uit de hoogste klassen gaven les aan jongere en twee magisters uit Parijs werden aangesteld als docenten. Onder Cele had de school twee kopklassen, destijds een zeldzaamheid, want meestal ging men na de derde klas naar de universiteit.
Rector Cele handhaafde een strenge discipline, maar had veel genegenheid voor zijn leerlingen en deed er alles aan om arm en rijk toe te kunnen laten. Luie leerlingen werden weggestuurd, maar arme studenten die zich inzetten gaf hij gratis les. Ook regelde hij onderdak bij burgers, fraters of in eigen huizen, de latere clerkenhuyzen.
De school viel onder de verantwoordelijkheid van het kapittel van Deventer. Cele vervulde in dienst van deze organisatie de functies van schoolmeester en kerkorganist/dirigent van het jongenskoor. In 1415 werd de stad Zwolle door Frederik van Blankenheim, de landsheer en bisschop van Utrecht onder interdict gesteld na een hooglopend conflict over de vrouwenkloosters van de Moderne Devotie. Door Celes dubbelfunctie in de kerkmuziek en op school werd ook zijn positie als rector onhoudbaar. De school werd onder het bevoegd gezag van Zwolle gebracht en hijzelf vervangen door twee andere rectoren. De school kreeg in de 15e eeuw een nieuw gebouw naast de Grote Kerk. Zonder de kopklassen en het charisma van Cele was de bloeitijd van de Zwolse school echter definitief voorbij.

## Erfenis

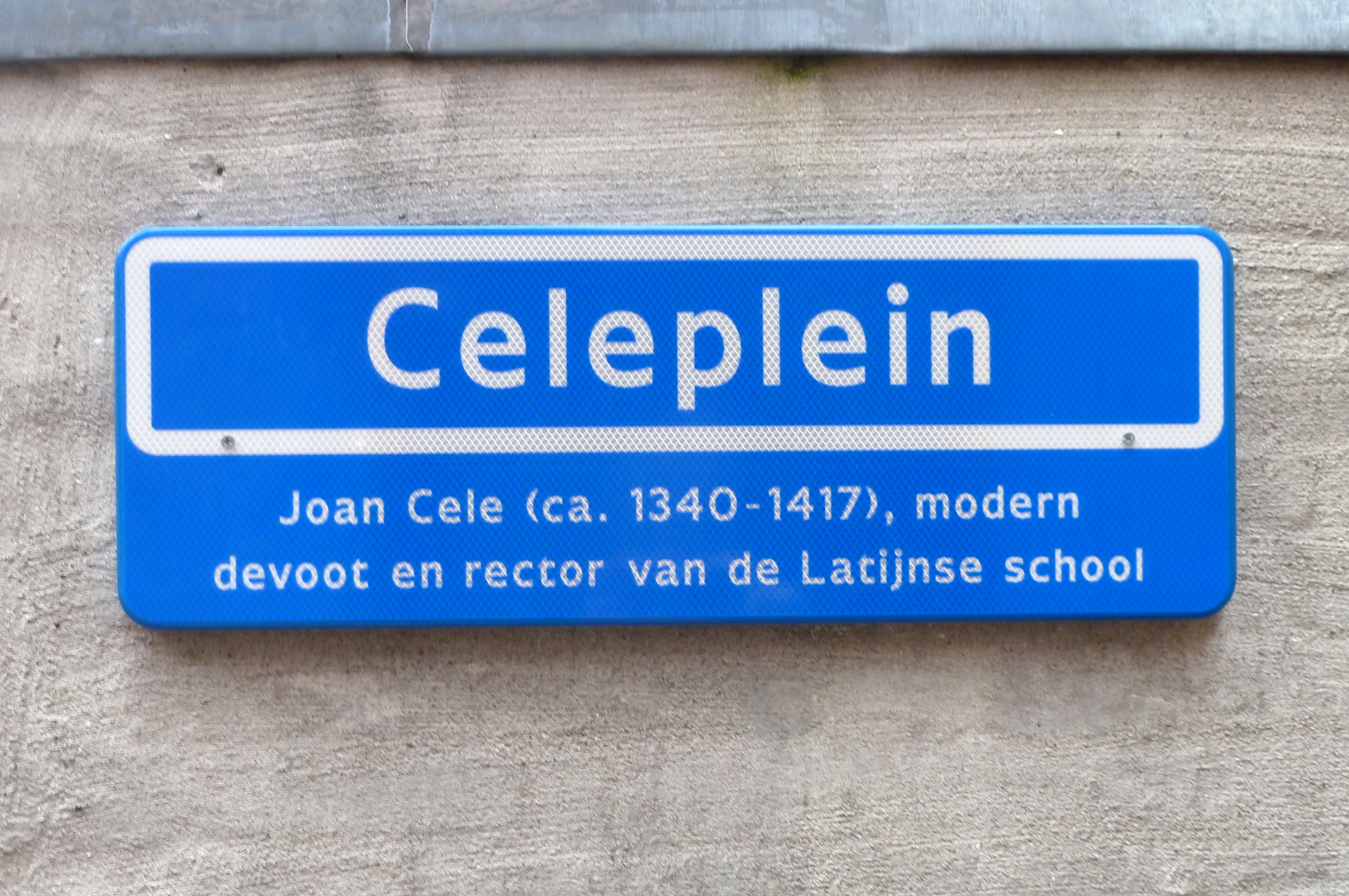
Straatnaambordje Celeplein

De roem van Celes geleerdheid verspreidde zich snel en de Latijnse school van Zwolle kreeg een goede naam in heel Europa, waardoor studenten uit allerlei landen ernaartoe trokken. Johan Cele geldt door zijn succesvolle onderwijsvernieuwing als grondlegger van het onderwijstype dat sinds de 19e eeuw gymnasium heet. Uit taalkundig en inhoudelijk onderzoek is gebleken dat de aan Cele toegeschreven Middelnederlandse sermoenen (preken) niet van hem kunnen zijn. Geschriften of afbeeldingen van Cele zijn niet bewaard gebleven, wel anekdotes, gebeden en favoriete uitspraken opgetekend door Busch en Thomas a Kempis.
In Zwolle is het Gymnasium Celeanum genoemd naar Johan Cele. Ook is er een Huiswerkinstituut Johan Cele en het Celecentrum van de muziekschool. Van het woonhuis van Cele naast de voormalige huizen van de Broeders van het Gemene Leven is het zogenoemde Celepoortje in de Papenstraat nog te bezichtigen.
In 2004 gaf Lionsclub Zwollerkerspel aan de Amsterdamse kunstenaar Eric Claus (1936) opdracht een standbeeld te maken van Johan Cele. Het werd in 2005 overgedragen aan de gemeente Zwolle met de bedoeling dat de middeleeuwse leraar een plek zou krijgen in de binnenstad.
Na jarenlange strubbelingen over een gepaste plaats heeft het meer dan manshoge beeld in februari 2013 een plaats gekregen op een intiem pleintje achter het Celepoortje, dicht bij de plek waar Cele veertig jaar werkte als rector van de Latijnse school. Het bronzen beeld toont een vastberaden Johan Cele met zwierige mantel en een groot opengeslagen boek in zijn handen. "De bladzijden als uitgeslagen vleugels van een vogel. Net als de Moderne Devotie neemt Cele een grote vlucht", verklaarde beeldhouwer Claus.

## Trivia
- ’s Ochtends vroeg haastte Cele zich op weg naar de kerk, viel ongelukkig en verloor daardoor een paar voortanden. Hij liet dit vaak zien op school.
- Een oud-leerling was zo nijdig dat hij niet zo goed terecht was gekomen als de anderen, dat hij Cele wilde vermoorden. Toen Cele hem in Arnhem ontmoette, nodigde hij hem zo hartelijk te eten uit dat hij in tranen van de aanslag af zag.
- Tijdens de uitvaart van Cele vertelde een oude monnik dat zijn ziel tot hem gesproken had. Die ging rechtstreeks, zonder vagevuur, naar de hemel omdat hij zo’n godvruchtig leven had geleid.